# ブレッジョ・インフェリオーレ
ブレッジョ・インフェリオーレ（イタリア語: Bleggio Inferiore）は、イタリア共和国トレンティーノ＝アルト・アディジェ州トレント県にある分離集落（フラツィオーネ）。
かつては独立した自治体（コムーネ）であったが、2010年1月1日に東隣のロマーゾと合併し、新自治体コマーノ・テルメの一部となった。中心地区ポンテ・アルケには、新自治体の役場が置かれている。

## 地理

### 位置・広がり
コマーノ・テルメの西部にあたる。独立したコムーネの時期には北方にステーニコを挟んで飛び地を持ち、26.17km2 の面積があった。中心地区ポンテ・アルケ（Ponte Arche）の標高は400m、コムーネの最低地点は400m、最高地点は2968mであった。

#### 旧隣接コムーネ
ブレッジョ・インフェリオーレがコムーネであった当時、コムーネ本体に隣接していたコムーネは以下の通り。
- ステーニコ - 北
- ドルシーノ - 北東
- サン・ロレンツォ・イン・バナーレ - 北東
- ロマーゾ - 東 *
- フィアヴェ - 南西
- ブレッジョ・スペリオーレ - 西
- ティオーネ・ディ・トレント - 西
- ラーゴリ - 北西

飛び地には以下のコムーネが隣接する。
- ステーニコの飛び地 - 北
- サン・ロレンツォ・イン・バナーレ - 東
- ステーニコ - 南
- ボチェナーゴ - 南西
- マッシメーノ - 西
- ジュスティーノ - 北西

## 行政

### 分離集落
ブレッジョ・インフェリオーレには、以下の分離集落（フラツィオーネ）があった。
- Santa Croce, Duvredo, Vergonzo, Tignerone, Cillà, Villa, Sesto, Biè, Comighello, Bono, Cares, Ponte Arche (sede minicipale), Val d'Algone

## 社会

### 人口

#### 人口推移
2009年末時点のコムーネ人口は1222人であった。